# Acraea handmani
Acraea handmani är en fjärilsart som beskrevs av Francis Gard Howarth 1969. Acraea handmani ingår i släktet Acraea och familjen praktfjärilar. Inga underarter finns listade i Catalogue of Life.